# Reitskär

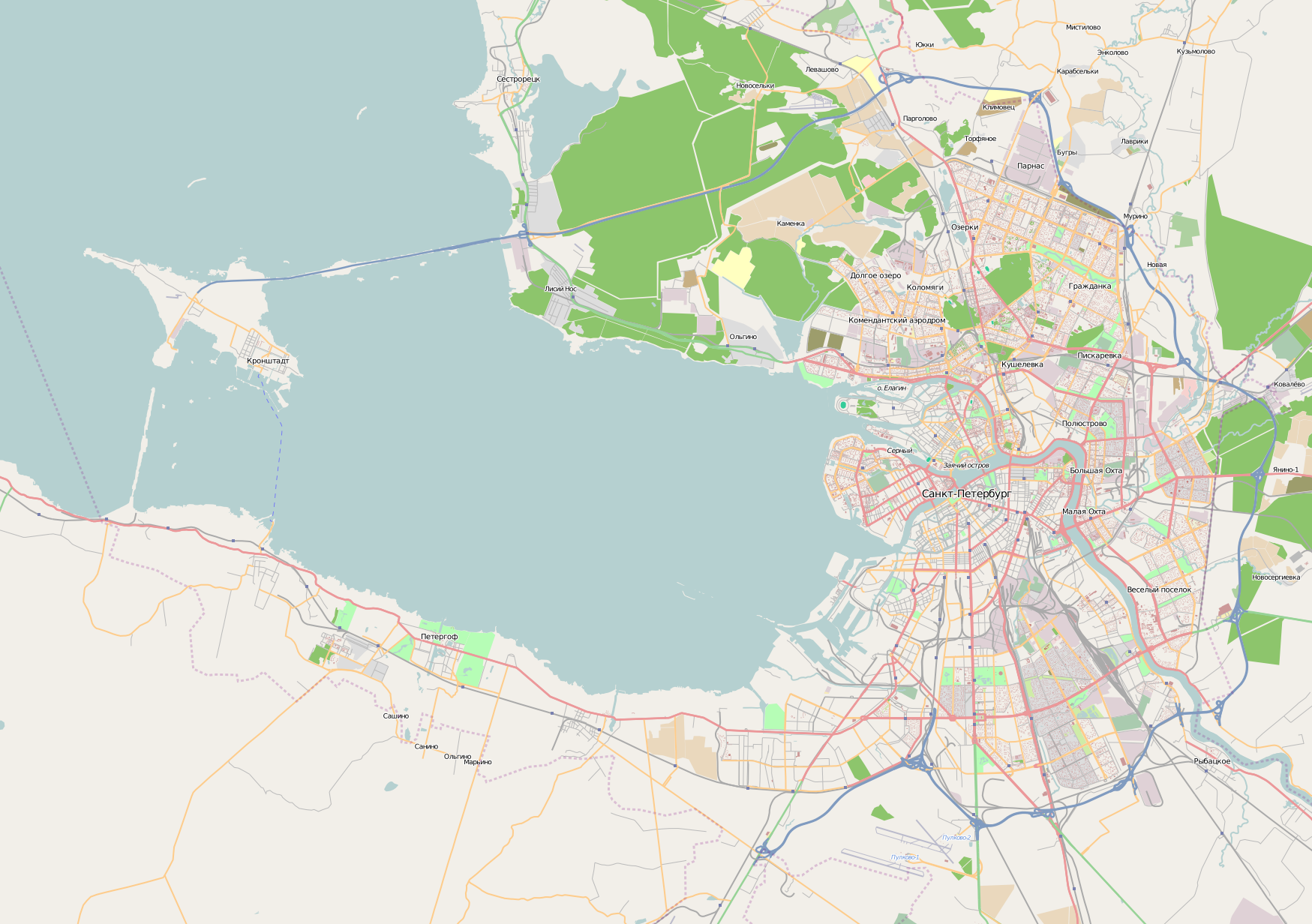
Reitskär (vänster) och St. Petersburg (höger)

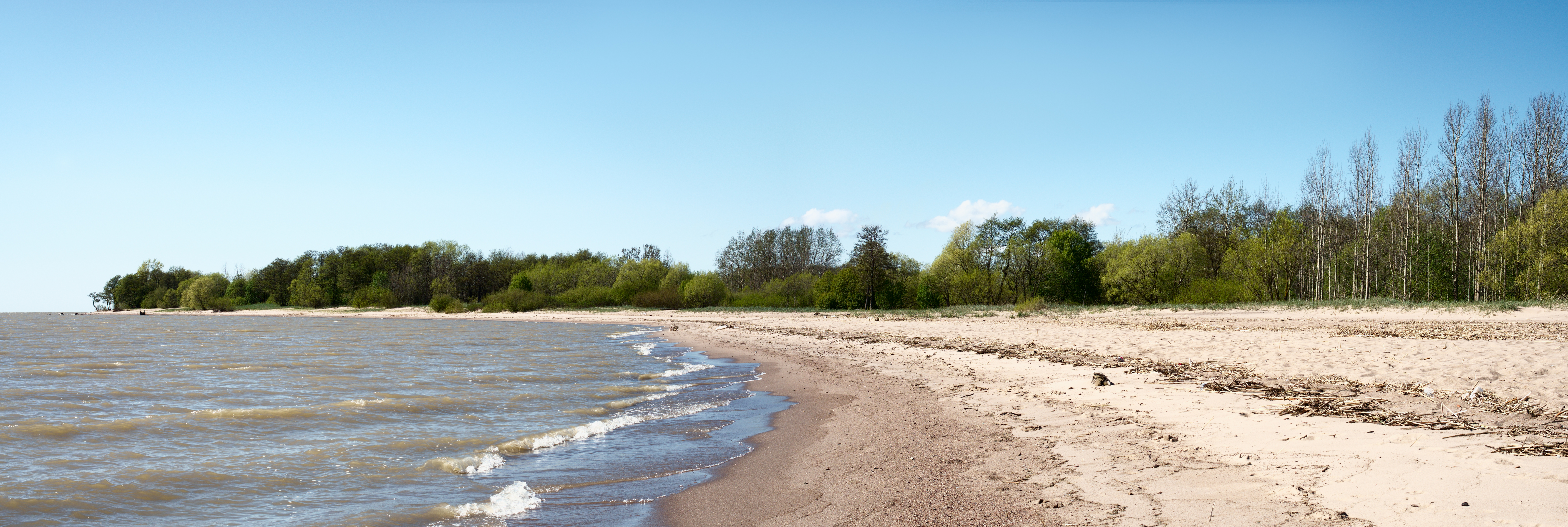
Reitskär, 2015.

Reitskär (ryska Котлин, Kotlin, finska Retusaari) är en 15 km² stor rysk ö, belägen i östra Finska viken, 25 kilometer väster om Sankt Petersburg. På ön finns staden Kronstadt.